# Krapp
Krapp (Rubia tinctoria) är en 50-100 cm hög kulturväxt från Central- och Sydeuropa som användes förr för växtfärgning. Den växer bäst på varm öppen kulturmark med fuktig och lersandig jordmån.
Växten blommar under juni-september med 2-3 mm breda gulgröna blommor där ståndarknapparna är 0,5-0,6 mm långa och 5-6 gånger så långa som breda. Frukten är kal och rödbrun till närmast svart i färgen.
Stjälken är kal men med bakåtriktade korta borst och den är skarpt 4-kantig och klättrande. De 4-6 bladen sitter i krans och är ovala till lansettlika och bredast nedanför mitten. På undersidan har de framträdande nerver.
Krapp odlades förr i södra Sverige men återfinns kring 2020 sällsynt i vild form endast i södra Kalmar och östra Blekinge län.

## Färgväxt
Krapp är en färgväxt vars rötter ger röd färg. Färgämnet som utvinns, krapprött, kan även användas för att framställa pigmentet krapplack.